# Jérôme Savary
Jérôme Savary (Buenos Aires, 27 giugno 1942 – Levallois-Perret, 4 marzo 2013) è stato un attore, regista e commediografo argentino.

## Biografia
Nel 1965 si stabilì a Parigi dove entrò nel gruppo di Fernando Arrabal, del quale allestì Il labirinto (1966) giungendo alla sua prima affermazione. Nel 1968 formò la compagnia Grand Magic Circus, giunta a fama internazionale per lo stile molto particolare, tra fiaba, mito e realismo. Ha proseguito un'intensa attività, con regie di musical (Cabaret, 1988; La rivoluzione francese, 1989; Metropolis, 1989; Zazou, 1990, di cui è anche autore), la trasposizione per il teatro di Asterix il Gallico (1988), la regia di Sogno di una notte di mezza estate di Shakespeare (1990), di Fregoli (1991), e dell'Attila di Verdi (1991). Nel 1994 ha diretto la sua prima commedia, L'importanza di essere onesto, di Oscar Wilde e il suo impegno è proseguito con Madre coraggio (1995) di Brecht. Dal 1996 dirige il Théâtre de Chaillot. Tra i successi messi in scena, Irma la dolce, in Italia, prodotto dagli Ipocriti di Marco Balsamo, traduzione Luigi Lunari, direzione musicale Gerard Daguerre, coreografie di Cesare Vangeli. 
Jérôme Savary è stato direttore dell'Opéra-Comique dal 2000 al 2007. Il 27 giugno 2007 gli è subentrato Jérôme Deschamps.
È scomparso nel 2013 all'età di 70 anni a seguito di un tumore.

## Filmografia

### Regista e attore

#### Cinema
- Le Boucher, la star et l'orpheline (1975)

## Premi e riconoscimenti
- Premio Flaiano sezione teatro[2]
  - 2001 - Alla carriera